# Força Aérea do Peru

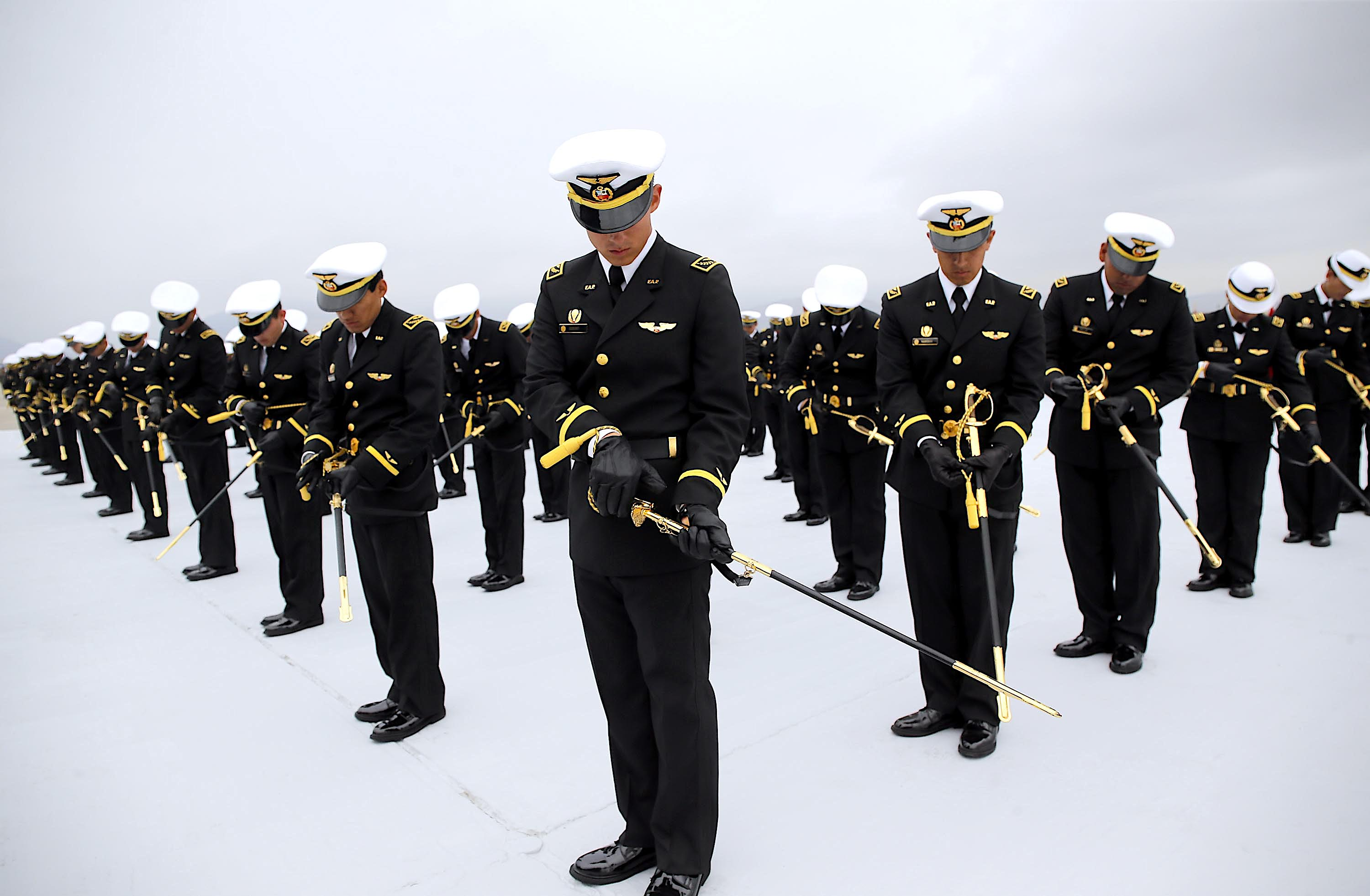
Cadetes da força aérea do Peru.

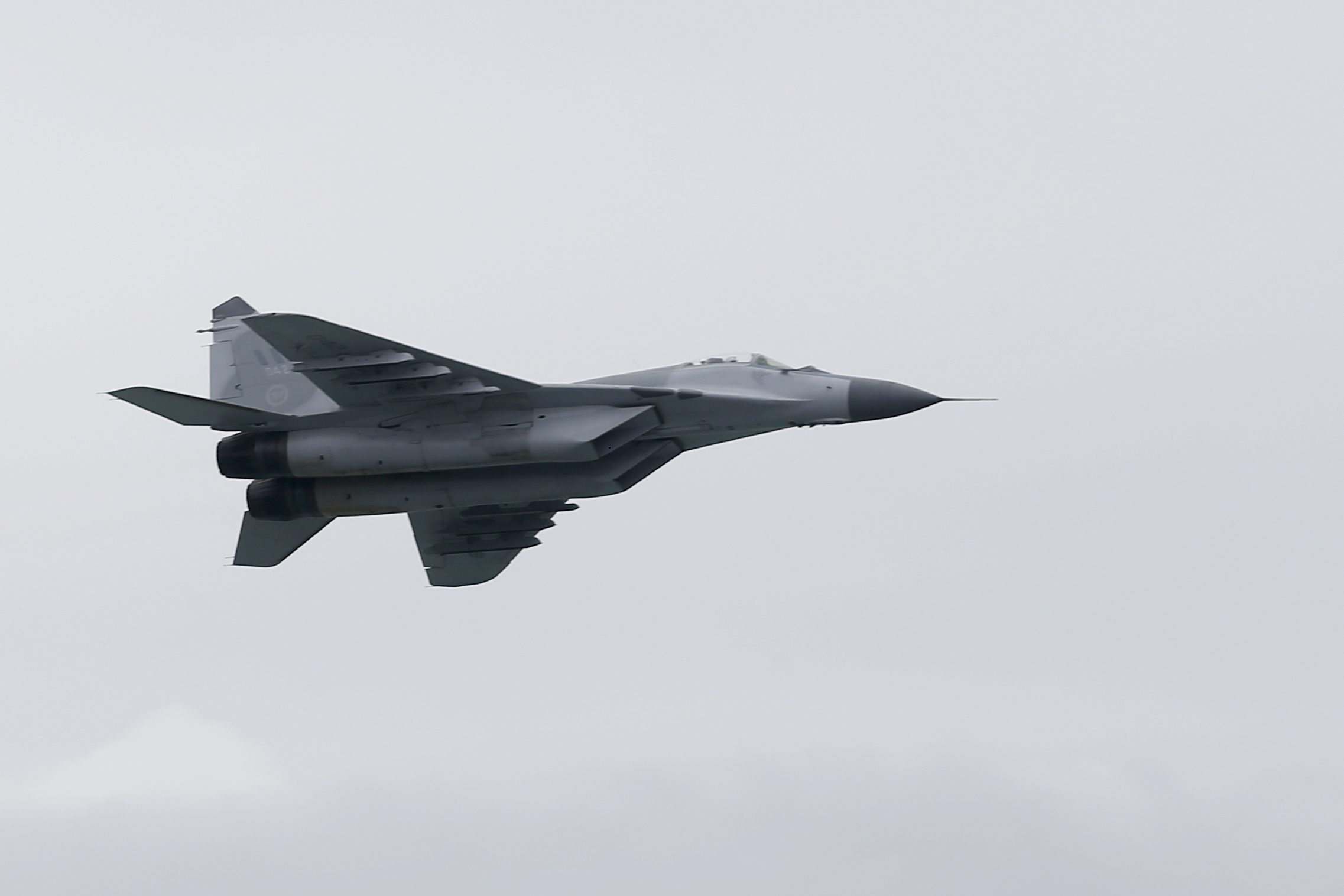
Um Mig-29, de fabricação soviética, da força aérea peruana.

‎A ‎‎Força Aérea do Peru (em espanhol: ‎‎Fuerza Aérea del Perú ‎‎( ‎FAP‎) ‎é o ramo aéreo ‎‎das Forças Armadas‎‎ peruanasencarregadas de defender a nação e seus interesses através do uso do ‎‎poder aéreo.‎‎ 

## Aeronaves
| Aeronave                | Origem            | Tipo                      | em Serviço        |
| Aviões de Combate       | Aviões de Combate | Aviões de Combate         | Aviões de Combate |
| ----------------------- | ----------------- | ------------------------- | ----------------- |
| MiG-29                  | Rússia            | Multiuso                  | 9                 |
| Sukhoi Su-25            | Rússia            | Ataque                    | 7                 |
| Cessna A-37             | Estados Unidos    | Ataque                    | 20                |
| Mirage 2000P            | França            | Multiuso                  | 12                |
| Reconhecimento          |                   |                           |                   |
| C-26                    | Estados Unidos    | Aeronave de vigilância    | 3                 |
| Learjet 35              | Estados Unidos    | Fotografia                | 1                 |
| Transporte              |                   |                           |                   |
| Boeing 737              | Estados Unidos    | Avião Presidencial        | 1                 |
| Piper Pa-34             | Estados Unidos    | Utilitario                | 1                 |
| Alenia C-27J Spartan    | Itália            | Transporte                | 4                 |
| Antonov An-32           | Ucrânia           | Transporte                | 3                 |
| DHC-6 Twin Otter        | Canadá            | Transporte Utilitario     | 15                |
| Lockheed C-130 Hercules | Estados Unidos    | Transporte                | 2                 |
| Pilatus PC-6            | Estados Unidos    | Transporte Utilitario     |                   |
| Helicopteros            |                   |                           |                   |
| Bell 212                | Estados Unidos    | Utilitario                | 3                 |
| Mil Mi-17               | Rússia            | Utilitario                | 8                 |
| Mil Mi-24               | Rússia            | Ataque                    | 16                |
| MBB Bo 105              | Alemanha          | Utilitario                | 2                 |
| Treinamento             |                   |                           |                   |
| Zlin Z 42               | Chéquia           | Treinamento               | 3                 |
| CH2000                  | Estados Unidos    | Treinamento               | 4                 |
| Sikorsky S-30           | Estados Unidos    | Treinamento               | 4                 |
| Ernstrom 280            | Estados Unidos    | Treinamento               |                   |
| KAI KT-1                | Coreia do Sul     | Treinamento               | 20                |
| Aermacchi MB-339        | Itália            | Treinamento e Ataque Leve | 5                 |